# Comitia tributa

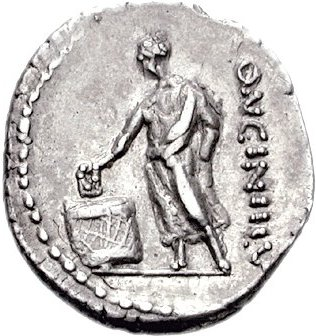
Cassius Longinus (issuer). 63 BC. AR Denarius (3.75 g, 4h). Rome mint. Obv.: Veiled and draped bust of Vesta left; C before, kylix behind. Rev.: LONGIN III. V, voter standing left, dropping ballot marked V (Uti rogas) into cista at left. References: Crawford 413/1; Sydenham 935; Kestner 3407; BMCRR Rome 3930; Cassia 10

Los comitia tributa, término en latín, que han sido traducidos como comicios tributos, comicios tribunados, comicios tribales, comicios por tribus o asambleas tribales, en la Antigua Roma, eran los comicios o asambleas de los ciudadanos reunidos por tribus, que constituían la unidad de voto. 

## Tribus romanas
La composición de estos comicios aumentaron con el tiempo, al aumentar el número de tribus, con la conquista de nuevos territorios, desde los cuatro de los primeros comicios, hasta los 35 finales del 241 a. C. Durante el período republicano, los ciudadanos se organizaban, dependiendo de su distribución territorial, sobre la base de 35 tribus: las 4 'tribus urbanas' que reunían a los habitantes de la propia ciudad de Roma, mientras que el resto de los ciudadanos se distribuía entre 31 'tribus rústicas'. Se reunían en asamblea tribal con fines legislativos, electorales y judiciales. Dentro de las tribus, las decisiones siempre se tomaban por mayoría simple y su decisión contaba como un voto, sin importar cuántos electores tuviera cada tribu. Cada tribu votaba por separado, y una tras otra. Una vez alcanzada la mayoría del voto de las tribus en una decisión determinada (18), la votación terminaba y el asunto se daba por decidido.

## Procedimientos
La comitia tributa estaba presidida por un magistrado, generalmente un cónsul o un pretor. Este magistrado toma todas las decisiones sobre cuestiones procedimentales y legales. Su poder sobre la asamblea podría ser casi absoluto. Sin embargo, el control a su poder llegó en forma de veto por parte de otros magistrados. Además, cualquier decisión tomada por el magistrado que presidía, podría ser vetada por los tribunos de la plebe.
Entre sus principales funciones se encontraban, en los primeros tiempos de su existencia, la elección de las magistraturas menores, ediles curules y cuestores, además de los tribunos consulares. Realizaba también juicios para casos punibles con multas.
En un comienzo, sus decisiones (plebiscitos) sólo obligaban a los plebeyos, pero a partir de la Ley de las Doce Tablas de 449 a. C. estas decisiones adquirieron rango de ley y afectaban a todos los ciudadanos. Estas Doce Tablas estaban redactadas literalmente en doce tablillas de marfil que se colocaban en el Forum romanum para que todos los romanos pudieran leerlas y conocerlas.
A partir del siglo III, al unirse en una sola asamblea junto al concilium plebis ("consejo de la plebe"), se crearon las nuevas comitia plebis tributa (también comitia populi tributa) que eran responsables de elegir a los restantes magistrados.

## Ubicación
La ubicación de las reuniones de los comitia tributa varió a lo largo del tiempo. Hasta el 145 a. C., se centraron en el Comitium, un templum al aire libre, construido para reuniones públicas en el extremo norte del Foro Romano. La rostra, una plataforma para hablar en el lado sur del Comitium, se utilizó para los discursos. También se utilizó como tribunal, es decir, como plataforma para entregar los votos. Luego, este lugar se volvió demasiado estrecho, por lo que los escalones del Templo de Castor y Pólux en el extremo sureste del foro se utilizaron como tribunal. Las pasarelas elevadas (pontes) que daban acceso a él fueron construidas en el siglo II a. C. Las reuniones también se llevaron a cabo a veces en el área Capitolina, un espacio abierto enfrente y alrededor del templo de Júpiter Óptimo Máximo, en la cumbre sur de la Colina Capitolina. A finales de la República, las reuniones se llevaban a cabo fuera de las murallas de la ciudad, en el Campus Martius (el Campo de Marte), una gran planicie que podía albergar la votación simultánea de las tribus y así acelerar el proceso.